# José Plácido de Castro
José Plácido de Castro   (São Gabriel, 9 de setembre de 1873 - Acre, 11 d'agost de 1908) va ser un soldat, agrimensor, productor de cautxú i polític brasiler que va dirigir la revolta armada durant la Guerra d'Acre de 1902-1903, quan la República d'Acre es va separar de Bolívia. Va ser el president de l'estat d'Acre just abans i després que el territori fos comprat pel Brasil.
Després de la guerra es va fer extremadament ric gràcies als seus negocis amb el cautxú, però es va crear enemics i va ser assassinat el 1908. És considerat un Heroi de la Pàtria.

## Joventut i arribada a l'Acre
José Plácido de Castro va néixer el 9 de setembre de 1873 a São Gabriel, Rio Grande do Sul. El seu besavi havia servit a l'exèrcit portuguès en els combats a l'Amèrica del Sud ocorreguts l'any 1801 entre Espanya i Portugal (Guerra de les Taronges), quan el territori de Misiones Orientales va ser incorporat als dominis de la colònia del Brasil. L'avi de Castro va lluitar en la Guerra Cisplatina, en la segona meitat dels anys 1820, entre les Províncies Unides del Riu de la Plata i l'Imperi del Brasil. El seu pare, el capità Prudente da Fonseca Castro, va lluitar en les guerres contra l'Uruguai i contra el Paraguai. La seva mare era Zeferina de Oliveira Castro.
El seu pare va morir quan ell tenia dotze anys. Plácido de Castro va haver de treballar per ajudar a mantenir la seva mare i sis germans. Va realitzar diverses feines abans d'incorporar-se al 1r Regiment d'Artilleria de camp el 1889, a 16 anys, i uns mesos més tard es va matricular a l'Escola de Tàctica de Rio Pardo. El 1892 va tornar al seu regiment com a sergent d'estat major. L'any següent va ingressar a l'Acadèmia Militar de Porto Alegre, on estudiava a l'inici de la Revolució Federalista de 1893. Castro considerava que el govern del mariscal Floriano Peixoto era il·legítim, i s'haurien d'haver fet eleccions directes per escollir un nou president. Es va unir als rebels i va assolir el grau de major. Després de la derrota de la revolta, el 1895, va rebutjar l'amnistia del govern i va abandonar l'Exèrcit del Brasil. Va romandre un breu temps a São Gabriel, però aviat es va traslladar a Rio de Janeiro, en aquella època la capital del país.
Plácido de Castro va arribar a Rio el 1896. Va obtenir una plaça al Col·legi Militar de Rio de Janeiro com a inspector d'estudiants, però va perdre la feina a causa d'una baralla amb un professor. El març de 1898 treballava amb la Companhia Docas de Santos, empresa que tenia el monopoli de la gestió dels molls del port de Santos. A principis de 1899 va acceptar una oferta de l'enginyer Orlando Correia Lopes per anar a l'Acre a treballar d'agrimensor en la delimitació de concessions per a les noves plantacions de cautxú. En aquella època, Acre pertanyia a Bolívia, però la pràctica totalitat de la població era brasilera, dedicada a l'extracció, transformació i transport de cautxú.
El juliol de 1899, els habitants d'Acre van revoltar-se i declarar la República Independent d'Acre. Aquesta va ser ràpidament dissolta per les tropes enviades pel govern brasiler. Bolívia va enviar una petita missió militar per ocupar la regió, però els locals van fer-los retrocedir. El brasiler Silvério José Néri, governador de la provincia veïna d'Amazones, va enviar una expedició a Acre, coneguda com l'Expedició dels Poetes a causa dels intel·lectuals que hi havia entre els seus membres. Aquests van insuflar nous aires revolucionaris al territori, que va declarar per segon cop la República el novembre de 1900. Aquesta vegada, va ser enderrocada per les tropes bolivianes.
Els diaris van informar d'un suposat acord pel qual Bolívia llogaria l'Acre per un període de 30 any a una empresa de capital anglo-americà, que per la seva banda financiaria l'enviament de tropes armades estatunidenques per controlar el territori. La possibilitat de perdre el control del comerç del cautxú va alarmar els comerciants de Pará, que fins aleshores no havien mostrat activament el seu suport als intents brasilers per assumir el control d'Acre. Quan el 21 de desembre de 1901 el president bolivià José Manuel Pando va obtenir el vist-i-plau del Congrés al conveni amb britànics i nord-americans, la notícia va provocar el pànic entre els brasilers que operaven a l'Acre.

## Revolució d'Acre

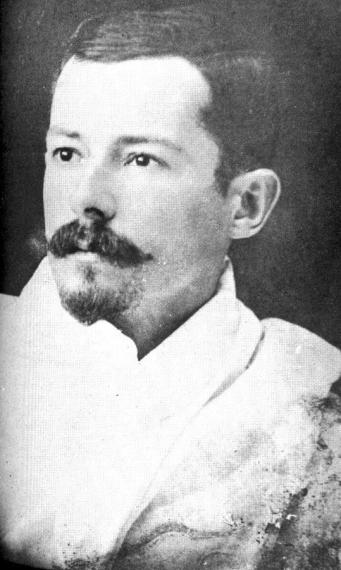
Retrat de Plácido de Castro (1903)

Plácido de Castro estava treballant a la zona del riu Purus quan va saber del pla del govern bolivià. A principis de 1902 va acceptar la invitació de Rodrigo de Carvalho i altres dos grans productors de cautxú per liderar una revolta contra Bolívia. Castro va prender un vaixell pel riu Acre, aparentment per realitzar noves prospeccions de terres al sud, però de fet portava armes i municions. Va fer una breu parada a Puerto Alonso (actual Porto Acre) per reunir-se amb el governador bolivià Lino Romero i avaluar el seu futur oponent. Va organitzar els terratinents i productors de cautxú i altres habitants del sud, preparant-los per a la revolta. Després va tornar al Brasil, sense passar per Puerto Alonso per evitar alertar els bolivians. Plácido va participar en la reunió de l'1 de juliol de 1902 en la qual es va formar la junta revolucionària amb l'objectiu d'obtenir la independència d'Acre i després integrar-la amb el Brasil.
Tot i que ell es decantava per atacar immediatament la guarnició de 230 soldats a Puerto Alonso; la junta va optar per prendre primer el lloc avançat de Xapuri. Va entrar-hi sigil·losament amb 33 homes, a primera hora del matí del 6 d'agost i va capturar la guarnició adormida sense vessar sang. L'endemà va publicar un manifest proclamant que Acre era independent. Va planejar a continuació prendre Puerto Alonso, però la notícia d'una columna de tropes bolivianes que s'acostava des del riu Orthon va fer que molts dels seus 200 homes desertessin. Quan els 63 rebels restants van ser atacats a Volta da Empresa (actual Rio Branco) el 18 de setembre, van ser esclafats, perdent la meitat d'homes. El comandant bolivià, el coronel Rojas, va emetre una proclama en la qual va fer mofa de la revolta, qualificant els brasilers de covards. Com a resultat, les files de Plácido va rebre més de 500 voluntaris colèrics.
Rojas havia perdut homes i subministraments. Mentre acampava a Volta da Empresa, va enviar missatgers a Puerto Alonso i Riberalta demanant reforços. Plácido de Castro va envoltar el campament bolivià el 5 d'octubre, però com no va aconseguir llançar un atac sorpresa, va establir-hi un setge, cavant trinxeres diagonals per tancar els bolivians. Va convidar Rojas a rendir-se el 9 d'octubre, però els bolivians van aguantar fins al dia 15. Van entregar les armes i van tornar al seu país. Mentrestant, el 14 d'octubre, els rebels brasilers van capturar algunes de les defenses exteriors de Puerto Alonso i una embarcació armada. La revolta va continuar al sud, on els brasilers van derrotar una columna de voluntaris bolivians i un escamot de l'exèrcit a Santa Rosa del Abuná.
Plácido de Castro no va poder persuadir els seus homes de continuar cap al sud per destruir la base boliviana de l'Orthon, i van marxar cap a Puerto Alonso. Lino Romero no havia tingut èxit en l'organització de la defensa de la ciutat. Plácido de Castro va envoltar-la el 8 de gener de 1903 i va llançar un primer atac el dia 15. En aquell moment, Plácido tenia 2.000 homes sota el seu comandament. Van començar a cavar trinxeres en ziga-zaga fins a les línies bolivianes. Finalment, amb les forces esgotades i gairebé sense munició, Romero va rendir-se el 24 de gener. Les habilitats de lideratge de Plácido de Castro havien tingut un paper clau en l'èxit de la revolta, ajudat pels subministraments d'aliments, municions i armes dels grans terratinents del cautxú d'Acre.

## Postguerra

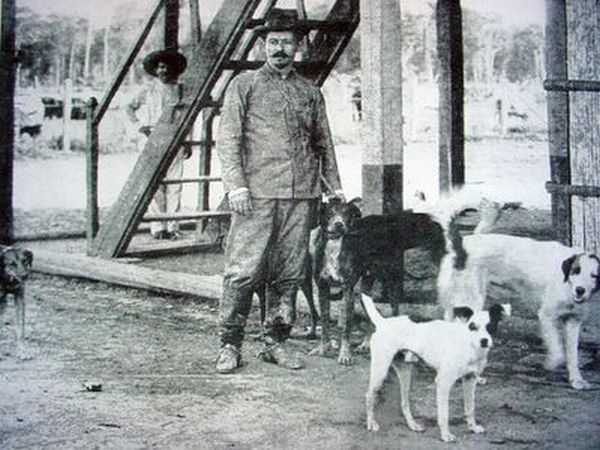
Plácido de Castro el 1907

El govern brasiler va enviar tropes sota el comandament del general Olímpio da Silveira per prendre el control de la regió. Plácido de Castro va anar a Rio de Janeiro per informar de la campanya a José Paranhos Júnior, baró de Rio Branco. En el seu viatge va ser aclamat a Manaus i Belém, i rebut amb honor a Rio. Va rebutjar una oferta per convertir-se en coronel de la Guàrdia Nacional. L'agost de 1903 Plácido va ser nomenat comandant provisional de l'exèrcit d'Acre i president de la província. Les opinions de Plácido de Castro eren les d'un cabdill latinoamericà més que no pas les d'un demòcrata modern. No va quedar impressionat per la manca de suport del Brasil a la revolta, i era partidari de la creació d'un estat independent a l'Acre. No obstant això, en virtut del Tractat de Petrópolis del 17 de novembre de 1903, el Brasil va adquirir formalment l'Acre per dos milions de lliures esterlines, va cedir alguns terrenys de Mato Grosso i es va comprometre a construir el ferrocarril Madeira-Mamoré per permetre l'exportació de productes bolivians a través del riu Amazones. Plácido va presidir la província fins al febrer de 1904.
Després de deixar el càrrec, Plácido de Castro va comprar a crèdit la concessió de cautxú de Capatará, i també va adquirir propietats a Bolívia. Esdevingué un gran terratinent, culminant amb la compra a crèdit de la gran concessió de cautxú de Bagaço. La seva fortuna adquirida ràpidament li va fer guanyar un gran nombre d'enemics. El juny de 1906 va ser nomenat alcalde d'Alto Acre, un dels quatre departaments de la província. Va haver de fer front a diverses intrigues, inclosa l'oposició d'un antic subordinat, el coronel Alexandrino José da Silva. Va dimitir del seu càrrec per un desacord amb el govern federal.
El 9 d'agost de 1908, mentre es preparava per tornar a Rio Grande do Sul, va caure en una emboscada preparada per Silva. Va rebre un tret per darrere i va morir dos dies després. Les seves darreres paraules van ser: «La mort és un fenomen tan natural com la vida. Qui sàpiga viure sabrà morir. Només lamento que havent tingut tantes ocasions de mort gloriosa, aquests 'herois' m'hagin disparat per l'esquena». El seu cos va ser traslladat a Porto Alegre i enterrat al cementiri de la Santa Casa.

## Llegat
Plácido de Castro ha arribat a ser admirat com un heroi del Brasil. El municipi de Plácido de Castro, a l'Acre, va ser creat l'any 1963. El municipi de Rio Branco té una plaça amb el seu nom. L' aeroport internacional de Rio Branco va ser rebatejat com a aeroport internacional de Rio Branco-Plácido de Castro el 2009.
José Plácido de Castro va ser inclòs al Llibre dels Herois i Heroïnes de la Pàtria el 17 de novembre de 2004 com a alliberador d'Acre.